# Ruth Foster
Ruth Foster (Cincinnati (Ohio), 29 januari 1920 - Del Mar, 12 mei 2012) was een Amerikaans actrice. Zij was bekend om haar rol als Mrs. Melinda Foster in de televisieserie Little House on the Prairie (61 afleveringen). 

## Filmografie
- Dimension 5 (1966)
- Cyborg 2087 (1966)
- Little House: Bless All the Dear Children (1984)
- Little House: The Last Farewell (1984)

## Televisieseries
- Four Star Revue (1952)
- The Spike Jones Show (1954 en 1957)
- Ben Casey (1962-1964)
- Bonanza (1969)
- Little House on the Prairie (1974-1983)
- Highway to Heaven (1989)